# Haakon VI da Noruega
Haakon VI & II (Suécia, agosto de 1340 – Noruega, 11 de setembro de 1380) foi rei da Noruega como Håkon VI Magnusson (de 1355 até sua morte em 1380) e rei da Suécia como Håkan Magnusson (de 1362 até ser deposto em 1364).
                                                                                                Era filho do rei Magno IV da Suécia & VII da Noruega (Magnus Eriksson) com sua esposa Branca de Namur.                                                                                                         Casou em 1363 com a futura rainha Margarida I da Dinamarca, filha do rei Valdemar IV da Dinamarca, com quem teve um filho: Olavo II da Dinamarca & IV da Noruega.                                                                         
A subida de Olavo, em 1376, para rei da Dinamarca abriu caminho para a união entre a Noruega e a Dinamarca, durante 400 anos.

Håkon foi criado na Noruega, e foi designado como futuro rei do país em 1343. Em 1355 ascendeu ao trono. O seu envolvimento político e militar na Suécia e na Dinamarca enfraqueceu a sua autoridade na Noruega. Governou até morrer em 1380. Está sepultado na Igreja de Santa Maria, em Oslo.

Håkan foi eleito rei da Suécia em 1362, depois de ter aprisionado o seu pai Magnus Eriksson em 1361 na cidade de Kalmar. Após uma rápida reconciliação, pai e filho reinaram juntos, até que, em 1364, um grupo de grandes senhores (stormän) se revoltou contra os dois, e instalou Albrekt de Mecklenburgo como novo rei da Suécia.